# Roșu, Cahul
Roșu este un sat în raionul Cahul, Republica Moldova.

## Istorie
Localitatea este atestată pentru prima dată în 1425:
„Din mila lui Dumnezeu, noi, Alexandru voievod, domn al Țării Moldovei. Facem cunoscut, cu această carte a noastră, tuturor celor care o vor vedea sau o vor auzi citindu-se, cd această adevărată slugă a noastră credincioasă, pan Stroici, ne-a slujit cu dreaptă și credincioasă slujbă. De aceea, noi, văzând dreapta și credincioasa lui slujbă către noi, l-am miluit cu deosebita noastră milă și i-am dat în țara noastră, în Moldova, două sate, anume Levosăuți, cu toate cuturile sale, și Nepolcăuți, și două pustii: una, Derenăuți, și alta pe Roșul, în dreptul movilei celei mari.

...

A scris Oanța gramatic, la Suceava, în anul 6933 <1425>, luna mai 12.”

## Demografie
Structură etnică
     moldoveni (94,07%)
     ucraineni (1,42%)
     ruși (1,32%)
     găgăuzi (0,45%)
     bulgari (1,04%)
     români (1,39%)
     evrei (0%)
     polonezi (0%)
     țigani (0%)
     alte etnii / nedeclarată (0,31%)
Conform datelor recensământului din 2004, populația localității este de 2.885 locuitori, dintre care 1.392 (48,25%) bărbați și 1.493 (51,75%) femei. Structura etnică a populației în cadrul localității arată astfel:
- moldoveni — 2.714;
- ucraineni — 41;
- ruși — 38;
- găgăuzi — 13;
- bulgari — 30;
- români — 40;
- altele / nedeclarată — 9.

## Administrație și politică
Componența Consiliului local Roșu (13 consilieri), ales la 5 noiembrie 2023, este următoarea:
|  | Partid                                       | Consilieri | Componență | Componență | Componență | Componență | Componență | Componență | Componență |
|  | -------------------------------------------- | ---------- | ---------- | ---------- | ---------- | ---------- | ---------- | ---------- | ---------- |
|  | Partidul Acțiune și Solidaritate             | 7          |            |            |            |            |            |            |            |
|  | Partidul Socialiștilor din Republica Moldova | 3          |            |            |            |            |            |            |            |
|  | Candidat independent GRIGORE FURTUNĂ         | 1          |            |            |            |            |            |            |            |
|  | Candidat independent VIORICA MLADINOV        | 1          |            |            |            |            |            |            |            |
|  | Candidat independent DUMITRU ARAMĂ           | 1          |            |            |            |            |            |            |            |

## Vezi și
- Mănăstirea Cahul
- Preotul paroh al bisericii cu hramul Sf. Mare Mucenic Dumitru, Tudoreanu Pavel